# Liga mistrů UEFA 2015/2016
Sezóna 2015/16 Ligy mistrů UEFA byla 61. ročníkem klubové soutěže pro nejlepší evropské fotbalové týmy a 24. od zavedení nového formátu. Vítězem soutěže se pojedenácté ve své historii stal Real Madrid, když ve finále na stadionu San Siro porazil městského rivala Atlético Madrid 5:3 na penalty poté, co zápas v základní hrací době skončil 1:1. Zápas byl reprízou finále ze sezony Liga mistrů UEFA 2013/14 a vítězný Real se kvalifikoval na Mistrovství světa klubů 2016 a také do Superpoháru UEFA 2016.

## Účastnická místa
Tohoto ročníku se účastnilo celkem 78 týmů z 53 členských zemí UEFA (výjimkou je Lichtenštejnsko, které neorganizovalo žádnou vlastní ligovou soutěž). Každá země měla přidělený počet míst podle koeficientů UEFA.

### Žebříček UEFA
Pro ročník 2015/16, byly asociacím přidělovány místa podle koeficientů z roku 2014, které braly v úvahu jejich výkon v evropských soutěžích od sezóny 2009/10 až po ročník 2013/14.
Žebříček UEFA se používal k určení počtu zúčastněných týmů pro každou asociaci:
- 1.–3. místo umožňovalo asociaci mít v soutěži čtyři týmy.
- 4.–6. místo umožňovalo asociaci mít v soutěži tři týmy.
- 7.–15. místo umožňovalo asociaci mít v soutěži dva týmy.
- 16.–54. (s výjimkou Lichtenštejnska, které nemělo vlastní ligu), umožňovalo asociaci mít v soutěži jeden tým.
- Vítězové Ligy mistrů UEFA 2014/15 (Barcelona) a Evropské ligy UEFA 2014/15 (Sevilla) byly v soutěži oprávněni startovat, pokud se nekvalifikovali přes jejich domácí ligu do Ligy mistrů UEFA 2015/16, což platilo pouze v případě Sevilly, která ve španělské lize skončila na 5. místě a do soutěže se tak dostala díky triumfu v Evropské lize.

| Poř. | Země                | Koef.  | Týmy | Pozn.   |
| ---- | ------------------- | ------ | ---- | ------- |
| 1.   | Španělsko           | 97,713 | 4    | +1 (EL) |
| 2.   | Anglie              | 84,748 | 4    |         |
| 3.   | Německo             | 81,641 | 4    |         |
| 4.   | Itálie              | 66,938 | 3    |         |
| 5.   | Portugalsko         | 62,299 | 3    |         |
| 6.   | Francie             | 56,500 | 3    |         |
| 7.   | Rusko               | 46,998 | 2    |         |
| 8.   | Nizozemsko          | 44,312 | 2    |         |
| 9.   | Ukrajina            | 40,966 | 2    |         |
| 10.  | Belgie              | 36,300 | 2    |         |
| 11.  | Turecko             | 34,200 | 2    |         |
| 12.  | Řecko               | 33,600 | 2    |         |
| 13.  | Švýcarsko           | 33,225 | 2    |         |
| 14.  | Rakousko            | 30,925 | 2    |         |
| 15.  | Česko               | 29,350 | 2    |         |
| 16.  | Rumunsko            | 27,257 | 1    |         |
| 17.  | Izrael              | 26,875 | 1    |         |
| 18.  | Kypr                | 23,250 | 1    |         |
| 20.  | Chorvatsko          | 19,625 |      |         |
| 21.  | Polsko              | 18,875 |      |         |
| 22.  | Bělorusko           | 18,625 |      |         |
| 23.  | Skotsko             | 16,566 |      |         |
| 24.  | Švédsko             | 16,325 |      |         |
| 25.  | Bulharsko           | 15,625 |      |         |
| 26.  | Norsko              | 14,275 |      |         |
| 27.  | Srbsko              | 14,125 |      |         |
| 28.  | Maďarsko            | 11,625 |      |         |
| 29.  | Slovinsko           | 11,000 |      |         |
| 30.  | Slovensko           | 11,000 |      |         |
| 31.  | Moldavsko           | 10,375 |      |         |
| 32.  | Ázerbájdžán         | 10,375 |      |         |
| 33.  | Gruzie              | 9,875  |      |         |
| 34.  | Kazachstán          | 8,250  |      |         |
| 35.  | Bosna a Hercegovina | 7,500  |      |         |
| 36.  | Finsko              | 7,175  |      |         |
| 37.  | Island              | 6,750  | 1    |         |
| 38.  | Lotyšsko            | 6,250  | 1    |         |
| 39.  | Černá Hora          | 6,000  | 1    |         |
| 40.  | Albánie             | 5,500  | 1    |         |
| 41.  | Litva               | 5,250  | 1    |         |
| 42.  | Severní Makedonie   | 5,250  | 1    |         |
| 43.  | Irsko               | 5,125  | 1    |         |
| 44.  | Lucembursko         | 4,875  | 1    |         |
| 45.  | Malta               | 4,833  | 1    |         |
| 46.  | Lichtenštejnsko     | 4,500  | 0    |         |
| 47.  | Severní Irsko       | 3,625  | 1    |         |
| 48.  | Wales               | 3,000  | 1    |         |
| 49.  | Arménie             | 2,875  | 1    |         |
| 50.  | Estonsko            | 2,875  | 1    |         |
| 51.  | Faerské ostrovy     | 2,125  | 1    |         |
| 52.  | San Marino          | 0,999  | 1    |         |
| 53.  | Andorra             | 0,833  | 1    |         |
| 54.  | Gibraltar           | 0,000  | 1    |         |

### Rozdělení týmů
|                           |                             | Týmy začínající v tomto kole | Týmy postupující z předchozího kola                                                       |
| ------------------------- | --------------------------- | --- | ----------------------------------------------------------------------------------------- |
| 1. předkolo (8 týmů)      | 1. předkolo (8 týmů)        | - 8 mistrů z ligových soutěžích ve svých zemích (47–54) |                                                                                           |
| 2. předkolo (34 týmů)     | 2. předkolo (34 týmů)       | - 30 mistrů z ligových soutěžích ve svých zemích (16–46, bez Lichtenštejnska) | - 4 vítězové z 1. předkola                                                                |
| 3. předkolo               | Mistrovská část (20 týmů)   | - 3 mistři z ligových soutěžích ve svých zemích (13–15) | - 17 vítězů z 2. předkola (mistrovská část)                                               |
| 3. předkolo               | Nemistrovská část (10 týmů) | - 9 týmů ze druhých míst ligových soutěžích ve svých zemích (7–15) - 1 tým ze třetího místa ligové soutěže ve své zemi (6)                                                                                             |                                                                                           |
| 4. předkolo               | Mistrovská část (10 týmů)   | | - 10 vítězů z 3. předkola (mistrovská část)                                               |
| 4. předkolo               | Nemistrovská část (10 týmů) | - 2 týmy ze třetích míst ligových soutěžích ve svých zemích (4–5) - 3 týmy ze čtvrtých míst ligových soutěžích ve svých zemích (1–3)                                                                                   | - 5 vítězů z 3. předkola (nemistrovská část)                                              |
| Skupinová fáze (32 týmů)  | Skupinová fáze (32 týmů)    | - 12 mistrů z ligových soutěžích ve svých zemích (1–12) - 6 týmů ze druhých míst ligových soutěžích ve svých zemích (1–6) - 3 týmy ze třetích míst ligových soutěžích ve svých zemích (1–3) - Vítěz Evropské ligy UEFA | - 5 vítězů ze 4. předkola (mistrovská část) - 5 vítězů ze 4. předkola (nemistrovská část) |
| Vyřazovací fáze (16 týmů) | Vyřazovací fáze (16 týmů)   | | - 8 vítězů skupin ze skupinové fáze - 8 týmů z druhých míst skupin ze skupinové fáze      |

### Týmy
Čísla v závorkách udávají umístění v domácí lize, s výjimkou Sevilly, která se kvalifikovala jako vítěz Evropské ligy UEFA 2014/15. (LM: držitel titulu z Ligy mistrů; EL: držitel titulu z Evropské ligy).
| Základní skupiny       | Základní skupiny              | Základní skupiny           | Základní skupiny      |
| ---------------------- | ----------------------------- | -------------------------- | --------------------- |
| BarcelonaLM (1.)       | Bayern Mnichov (1.)           | Porto (2.)                 | Gent (1.)             |
| Real Madrid (2.)       | Wolfsburg (2.)                | Paris Saint-Germain (1.)   | Galatasaray (1.)      |
| Atlético Madrid (3.)   | Borussia Mönchengladbach (3.) | Olympique Lyon (2.)        | Olympiacos (1.)       |
| Chelsea (1.)           | Juventus (1.)                 | Zenit Sankt-Petěrburg (1.) | SevillaEL             |
| Manchester City (2.)   | Roma (2.)                     | PSV Eindhoven (1.)         |                       |
| Arsenal (3.)           | Benfica (1.)                  | Dynamo Kyjev (1.)          |                       |
| Play-off (4. předkolo) |                               |                            |                       |
| Mistrovská část        | Nemistrovská část             | Nemistrovská část          | Nemistrovská část     |
|                        | Valencia (4.)                 | Bayer Leverkusen (4.)      | Sporting CP (3.)      |
| Manchester United (4.) | Lazio (3.)                    |                            |                       |
| 3. předkolo            |                               |                            |                       |
| Mistrovská část        | Nemistrovská část             | Nemistrovská část          | Nemistrovská část     |
| Basilej (1.)           | Monaco (3.)                   | Club Brugge (2.)           | Rapid Wien (2.)       |
| Red Bull Salzburg (1.) | CSKA Moskva (2.)              | Fenerbahçe (2.)            | Sparta Praha (2.)     |
| Viktoria Plzeň (1.)    | Ajax (2.)                     | Panathinaikos (2.)         |                       |
|                        | Šachtar Doněck (2.)           | Young Boys (2.)            |                       |
| 2. předkolo            |                               |                            |                       |
| Steaua București (1.)  | Malmö FF (1.)                 | Qarabağ (1.)               | Skënderbeu Korçë (1.) |
| Maccabi Tel Aviv (1.)  | Ludogorec Razgrad (1.)        | Dila Gori (1.)             | Žalgiris Vilnius (1.) |
| APOEL (1.)             | Molde (1.)                    | Astana (1.)                | Vardar (1.)           |
| FC Midtjylland (1.)    | Partizan (1.)                 | Sarajevo (1.)              | Dundalk (1.)          |
| Dinamo Zagreb (1.)     | Videoton (1.)                 | HJK Helsinky (1.)          | Fola Esch (1.)        |
| Lech Poznań (1.)       | Maribor (1.)                  | Stjarnan (1.)              | Hibernians (1.)       |
| BATE Borisov (1.)      | Trenčín (1.)                  | Ventspils (1.)             |                       |
| Celtic (1.)            | Milsami Orhei (1.)            | Rudar Pljevlja (1.)        |                       |
| 1. předkolo            |                               |                            |                       |
| Crusaders (1.)         | Pjunik Jerevan (1.)           | B36 Tórshavn (1.)          | FC Santa Coloma (1.)  |
| The New Saints (1.)    | Levadia Tallinn (1.)          | Folgore Calcio (1.)        | Lincoln Red Imps (1.) |

## Program jednotlivých fází Ligy mistrů
Program podle oficiálních stránek UEFA (o harmonogramu bylo rozhodnuto v sídle UEFA v Nyonu ve Švýcarsku).
| Fáze              | Kolo        | Datum losování          | Domácí zápasy                    | Venkovní zápasy                  |
| ----------------- | ----------- | ----------------------- | -------------------------------- | -------------------------------- |
| Předkola          | 1. předkolo | 22. června 2015         | 30. června – 1. července 2015    | 7.–8. července 2015              |
| Předkola          | 2. předkolo | 22. června 2015         | 14.–15. července 2015            | 21.–22. července 2015            |
| Předkola          | 3. předkolo | 17. července 2015       | 28.–29. července 2015            | 4.–5. srpna 2015                 |
| Play-off předkolo | 4. předkolo | 7. srpna 2015           | 18.–19. srpna 2015               | 25.–26. srpna 2015               |
| Základní skupiny  | 1. zápasy   | 27. srpna 2015 (Monako) | 15.–16. září 2015                | 15.–16. září 2015                |
| Základní skupiny  | 2. zápasy   | 27. srpna 2015 (Monako) | 29.–30. září 2015                | 29.–30. září 2015                |
| Základní skupiny  | 3. zápasy   | 27. srpna 2015 (Monako) | 20.–21. října2015                | 20.–21. října2015                |
| Základní skupiny  | 4. zápasy   | 27. srpna 2015 (Monako) | 3.–4. listopadu 2015             | 3.–4. listopadu 2015             |
| Základní skupiny  | 5. zápasy   | 27. srpna 2015 (Monako) | 24.–25. listopadu 2015           | 24.–25. listopadu 2015           |
| Základní skupiny  | 6. zápasy   | 27. srpna 2015 (Monako) | 8.–9. prosince 2015              | 8.–9. prosince 2015              |
| Vyřazovací fáze   | Osmifinále  | 14. prosince 2015       | 16.–17. & 23.–24. února 2016     | 8.–9. & 15.–16. března 2016      |
| Vyřazovací fáze   | Čtvrtfinále | 18. března 2016         | 5.–6. dubna 2016                 | 12.–13. dubna 2016               |
| Vyřazovací fáze   | Semifinále  | 15. dubna 2016          | 26.–27. dubna 2016               | 3.–4. května 2016                |
| Vyřazovací fáze   | Finále      | 15. dubna 2016          | 28. května 2016, San Siro, Milán | 28. května 2016, San Siro, Milán |

## Předkola
V předkolech jsou jednotlivá mužstva rozdělena na nasazené a nenasazené na základě svých klubových koeficientů UEFA a následně vylosována do dvojzápasu, který začnou buď jako domácí tým nebo hostující mužstvo. Týmy ze stejné fotbalové asociace nemohou nastoupit proti sobě.

### 1. předkolo
První zápasy byly na programu 30. června a 1. července, odvety pak v termínu 7. července 2015.
Pozn.: Postupující tým je zvýrazněn tučně (platí i pro další kapitoly). Do jednotlivých fází přibývají kluby dle koeficientů.
| Domácí v 1. zápase | Celkem  | Hosté v 1. zápase | 1. zápas | 2. zápas |
| ------------------ | ------- | ----------------- | -------- | -------- |
| Lincoln Red Imps   | 2:1     | FC Santa Coloma   | 0:0      | 2:1      |
| Crusaders          | 1:1 (v) | Levadia Tallinn   | 0:0      | 1:1      |
| Pjunik Jerevan     | 4:2     | Folgore Calcio    | 2:1      | 2:1      |
| B36 Tórshavn       | 2:6     | The New Saints    | 1:2      | 1:4      |

### 2. předkolo
První zápasy byly na programu 14. a 15. července, odvety pak v termínu 21. a 22. července 2015.
| Domácí v 1. zápase | Celkem  | Hosté v 1. zápase | 1. zápas | 2. zápas   |
| ------------------ | ------- | ----------------- | -------- | ---------- |
| Hibernians         | 3:6     | Maccabi Tel Aviv  | 2:1      | 1:5        |
| APOEL              | 1:1 (v) | Vardar            | 0:0      | 1:1        |
| Qarabağ            | 1:0     | Rudar Pljevlja    | 0:0      | 1:0        |
| Sarajevo           | 0:3     | Lech Poznań       | 0:2      | 0:1        |
| Maribor            | 2:3     | Astana            | 1:0      | 1:3        |
| BATE Borisov       | 2:1     | Dundalk           | 2:1      | 0:0        |
| Ventspils          | 1:4     | HJK Helsinky      | 1:3      | 0:1        |
| FC Midtjylland     | 3:0     | Lincoln Red Imps  | 1:0      | 2:0        |
| Molde              | 5:1     | Pjunik Jerevan    | 5:0      | 0–1        |
| Malmö FF           | 1:0     | Žalgiris Vilnius  | 0:0      | 1:0        |
| Celtic             | 6:1     | Stjarnan          | 2:0      | 4:1        |
| Trenčín            | 3:4     | Steaua București  | 0:2      | 3:2        |
| Partizan           | 3:0     | Dila Gori         | 1:0      | 2:0        |
| Ludogorec Razgrad  | 1:3     | Milsami Orhei     | 0:1      | 1:2        |
| Dinamo Zagreb      | 4:1     | Fola Esch         | 1:1      | 3:0        |
| Skënderbeu Korçë   | 6:4     | Crusaders         | 4:1      | 2:3        |
| The New Saints     | 1:2     | Videoton          | 0:1      | 1:1 prodl. |

### 3. předkolo
Třetí předkolo bylo rozděleno na dvě větve - mistrovská pro vítěze domácích ligových soutěží a nemistrovská pro ostatní týmy. Poražení z obou větví se kvalifikovali do play-off předkola Evropské ligy 2015/16.
Los pro 3. předkolo proběhl v pátek 17. července 2015 ve 12:00 SELČ. První zápasy byly na programu 28. a 29. července, odvety se pak hrály v termínu 4. a 5. srpna 2015.
| Domácí v 1. zápase | Celkem           | Hosté v 1. zápase | 1. zápas         | 2. zápas         |                  |
| Mistrovská větev   | Mistrovská větev | Mistrovská větev  | Mistrovská větev | Mistrovská větev | Mistrovská větev |
| ------------------ | ---------------- | ----------------- | ---------------- | ---------------- | ---------------- |
| Lech Poznań        | 1:4              | Basilej           | 1:3              | 0:1              |                  |
| Milsami Orhei      | 0:4              | Skënderbeu Korçë  | 0:2              | 0:2              |                  |
| HJK Helsinky       | 3:4              | Astana            | 0:0              | 3:4              |                  |
| Celtic             | 1:0              | Qarabağ           | 1:0              | 0:0              |                  |
| Steaua București   | 3:5              | Partizan          | 1:1              | 2:4              |                  |
| FC Midtjylland     | 2:2 (v)          | APOEL             | 1:2              | 1:0              |                  |
| Maccabi Tel Aviv   | 3:2              | Viktoria Plzeň    | 1:2              | 2:0              |                  |
| Dinamo Zagreb      | 4:4 (v)          | Molde             | 1:1              | 3:3              |                  |
| Videoton           | 1:2              | BATE Borisov      | 1:1              | 0:1              |                  |
| Red Bull Salzburg  | 2:3              | Malmö FF          | 2:0              | 0:3              |                  |
| Nemistrovská větev |                  |                   |                  |                  |                  |
| Panathinaikos      | 2:4              | Club Brugge       | 2:1              | 0:3              |                  |
| Young Boys         | 1:7              | Monaco            | 1:3              | 0:4              |                  |
| CSKA Moskva        | 5:4              | Sparta Praha      | 2:2              | 3:2              |                  |
| Rapid Wien         | 5:4              | Ajax              | 2:2              | 3:2              |                  |
| Fenerbahçe         | 0:3              | Šachtar Doněck    | 0:0              | 0:3              |                  |

### 4. předkolo (play-off předkolo)
Čtvrté předkolo bylo rozděleno do dvou samostatných částí: mistrovská pro vítěze domácích ligových soutěží a nemistrovská pro ostatní týmy. Poražení z obou větví se kvalifikovali do základní fáze Evropské ligy 2015/16.
Los se uskutečnil 7. srpna 2015 ve 12:00 SELČ ve švýcarském Nyonu. První zápasy byly na programu 18. a 19. srpna, odvety se pak hrály v termínu 25. a 26. srpna 2015.
| Domácí v 1. zápase | Celkem           | Hosté v 1. zápase | 1. zápas         | 2. zápas         |                  |
| Mistrovská větev   | Mistrovská větev | Mistrovská větev  | Mistrovská větev | Mistrovská větev | Mistrovská větev |
| ------------------ | ---------------- | ----------------- | ---------------- | ---------------- | ---------------- |
| Astana             | 2:1              | APOEL             | 1:0              | 1:1              |                  |
| Skënderbeu Korçë   | 2:6              | Dinamo Zagreb     | 1:2              | 1:4              |                  |
| Celtic             | 3:4              | Malmö FF          | 3:2              | 0:2              |                  |
| Basilej            | 3:3              | Maccabi Tel Aviv  | 2:2              | 1:1              |                  |
| BATE Borisov       | 2:2              | Partizan          | 1:0              | 1:2              |                  |
| Nemistrovská větev |                  |                   |                  |                  |                  |
| Lazio              | 1:3              | Bayer Leverkusen  | 1:0              | 0:3              |                  |
| Manchester United  | 7:1              | Club Brugge       | 3:1              | 4:0              |                  |
| Sporting CP        | 3:4              | CSKA Moskva       | 2:1              | 1:3              |                  |
| Rapid Wien         | 2:3              | Šachtar Doněck    | 0:1              | 2:2              |                  |
| Valencia           | 4:3              | AS Monaco         | 3:1              | 1:2              |                  |

## Základní skupiny
| Legenda                                                                               |
| ------------------------------------------------------------------------------------- |
| Vítěz skupiny a druhý v pořadí postupující do osmifinále.                             |
| Týmy na třetích příčkách se kvalifikují do vyřazovací fáze Evropské ligy UEFA 2015/16 |

### Skupina A
| Tým                 | Z | V | R | P | VG | IG | +/− | B  |
| ------------------- | - | - | - | - | -- | -- | --- | -- |
| Real Madrid         | 6 | 5 | 1 | 0 | 19 | 3  | +16 | 16 |
| Paris Saint-Germain | 6 | 4 | 1 | 1 | 12 | 1  | +11 | 13 |
| Šachtar Doněck      | 6 | 1 | 0 | 5 | 7  | 14 | −7  | 3  |
| Malmö FF            | 6 | 1 | 0 | 5 | 1  | 21 | −20 | 3  |

|                     | RM  | PSG | SHK | MAL |
| ------------------- | --- | --- | --- | --- |
| Real Madrid         | —   | 1:0 | 4:0 | 8:0 |
| Paris Saint-Germain | 0:0 | —   | 2:0 | 2:0 |
| Šachtar Doněck      | 3:4 | 0:3 | —   | 4:0 |
| Malmö FF            | 0:2 | 0:5 | 1:0 | —   |

### Skupina B
| Tým               | Z | V | R | P | VG | IG | +/− | B  |
| ----------------- | - | - | - | - | -- | -- | --- | -- |
| Wolfsburg         | 6 | 4 | 0 | 2 | 9  | 6  | +3  | 12 |
| PSV Eindhoven     | 6 | 3 | 1 | 2 | 8  | 7  | +1  | 10 |
| Manchester United | 6 | 2 | 2 | 2 | 7  | 7  | 0   | 8  |
| CSKA Moskva       | 6 | 1 | 1 | 4 | 5  | 9  | −4  | 4  |

|                   | WOL | PSV | MU  | CSM |
| ----------------- | --- | --- | --- | --- |
| Wolfsburg         | —   | 2:0 | 3:2 | 1:0 |
| PSV Eindhoven     | 2:0 | —   | 2:1 | 2:1 |
| Manchester United | 2:1 | 0:0 | —   | 1:0 |
| CSKA Moskva       | 0:2 | 3:2 | 1:1 | —   |

### Skupina C
| Tým             | Z | V | R | P | VG | IG | +/− | B  |
| --------------- | - | - | - | - | -- | -- | --- | -- |
| Atlético Madrid | 6 | 4 | 1 | 1 | 11 | 3  | +8  | 13 |
| Benfica         | 6 | 3 | 1 | 2 | 10 | 8  | +2  | 10 |
| Galatasaray     | 6 | 1 | 2 | 3 | 6  | 10 | −4  | 5  |
| Astana          | 6 | 0 | 4 | 2 | 5  | 11 | −6  | 4  |

|             | ATL | SLB | GAL | AST |
| ----------- | --- | --- | --- | --- |
| Atlético    | —   | 1:2 | 2:0 | 4:0 |
| Benfica     | 1:2 | —   | 2:1 | 2:0 |
| Galatasaray | 0:2 | 2:1 | —   | 1:1 |
| Astana      | 0:0 | 2:2 | 2:2 | —   |

### Skupina D
| Tým                      | Z | V | R | P | VG | IG | +/− | B  |
| ------------------------ | - | - | - | - | -- | -- | --- | -- |
| Manchester City          | 6 | 4 | 0 | 2 | 12 | 8  | +4  | 12 |
| Juventus                 | 6 | 3 | 2 | 1 | 6  | 3  | +3  | 11 |
| Sevilla                  | 6 | 2 | 0 | 4 | 8  | 11 | −3  | 6  |
| Borussia Mönchengladbach | 6 | 1 | 2 | 3 | 8  | 12 | −4  | 5  |

|                          | MC  | JUV | SEV | MON |
| ------------------------ | --- | --- | --- | --- |
| Manchester City          | —   | 1:2 | 2:1 | 4:2 |
| Juventus                 | 1:0 | —   | 2:0 | 0:0 |
| Sevilla                  | 1:3 | 1:0 | —   | 3:0 |
| Borussia Mönchengladbach | 1:2 | 1:1 | 4:2 | —   |

### Skupina E
| Tým              | Z | V | R | P | VG | IG | +/− | B  |
| ---------------- | - | - | - | - | -- | -- | --- | -- |
| Barcelona        | 6 | 4 | 2 | 0 | 15 | 4  | +11 | 14 |
| AS Řím           | 6 | 1 | 3 | 2 | 11 | 16 | −5  | 6  |
| Bayer Leverkusen | 6 | 1 | 3 | 2 | 13 | 12 | +1  | 6  |
| BATE Borisov     | 6 | 1 | 2 | 3 | 5  | 12 | −7  | 5  |

|                  | BAR | ASR | BL  | BTE |
| ---------------- | --- | --- | --- | --- |
| Barcelona        | —   | 6:1 | 2:1 | 3:0 |
| AS Řím           | 1:1 | —   | 3:2 | 0:0 |
| Bayer Leverkusen | 1:1 | 4:4 | —   | 4:1 |
| BATE Borisov     | 0:2 | 3:2 | 1:1 | —   |

### Skupina F
| Tým            | Z | V | R | P | VG | IG | +/− | B  |
| -------------- | - | - | - | - | -- | -- | --- | -- |
| Bayern Mnichov | 6 | 5 | 0 | 1 | 19 | 3  | +16 | 15 |
| Arsenal        | 6 | 3 | 0 | 3 | 12 | 10 | +2  | 9  |
| Olympiacos     | 6 | 3 | 0 | 3 | 6  | 13 | −7  | 9  |
| Dinamo Zagreb  | 6 | 1 | 0 | 5 | 3  | 14 | −11 | 3  |

|                | BAY | ARS | OLY | DZ  |
| -------------- | --- | --- | --- | --- |
| Bayern Mnichov | —   | 5:1 | 4:0 | 5:0 |
| Arsenal        | 2:0 | —   | 2:3 | 3:0 |
| Olympiacos     | 0:3 | 0:3 | —   | 2:1 |
| Dinamo Zagreb  | 0:2 | 2:1 | 0:1 | —   |

### Skupina G
| Tým              | Z | V | R | P | VG | IG | +/− | B  |
| ---------------- | - | - | - | - | -- | -- | --- | -- |
| Chelsea          | 6 | 4 | 1 | 1 | 13 | 3  | +10 | 13 |
| Dynamo Kyjev     | 6 | 3 | 2 | 1 | 8  | 4  | +4  | 11 |
| Porto            | 6 | 3 | 1 | 2 | 9  | 8  | +1  | 10 |
| Maccabi Tel Aviv | 6 | 0 | 0 | 6 | 1  | 16 | −15 | 0  |

|                  | CHE | DK  | POR | MTA |
| ---------------- | --- | --- | --- | --- |
| Chelsea          | —   | 2:1 | 2:0 | 4:0 |
| Dynamo Kyjev     | 0:0 | —   | 2:2 | 1:0 |
| Porto            | 2:1 | 0:2 | —   | 2:0 |
| Maccabi Tel Aviv | 0:4 | 0:2 | 1:3 | —   |

### Skupina H
| Tým                   | Z | V | R | P | VG | IG | +/− | B  |
| --------------------- | - | - | - | - | -- | -- | --- | -- |
| Zenit Sankt-Petěrburg | 6 | 5 | 0 | 1 | 13 | 6  | +7  | 15 |
| Gent                  | 6 | 3 | 1 | 2 | 8  | 7  | +1  | 10 |
| Valencia              | 6 | 2 | 0 | 4 | 5  | 9  | −4  | 6  |
| Olympique Lyon        | 6 | 1 | 1 | 4 | 5  | 9  | −4  | 4  |

|                       | ZEN | GNT | VAL | OL  |
| --------------------- | --- | --- | --- | --- |
| Zenit Sankt-Petěrburg | —   | 2:1 | 2:0 | 3:1 |
| Gent                  | 2:1 | —   | 1:0 | 1:1 |
| Valencia              | 2:3 | 2:1 | —   | 0:2 |
| Olympique Lyon        | 0:2 | 1:2 | 0:1 | —   |

## Vyřazovací fáze

### Osmifinále
Při losu osmifinálových dvojic bylo 16 týmů rozděleno do dvou košů po osmi. Vítězové skupin byli v koši nasazených, kvalifikanti z druhých míst jako nenasazení. Do jedné dvojice nemohly být nalosovány dva kluby, které se již utkaly v základní skupině ani dva kluby z jedné země.
Los se uskutečnil 14. prosince 2015. První zápasy byly na programu 16. a 17. nebo 23. a 24. února, odvety pak pro týmy z prvního termínu 8. a 9. března, týmy z druhého termínu 15. a 16. března 2015.
| Domácí v 1. zápase  | Celkem         | Hosté v 1. zápase     | 1. zápas | 2. zápas    |
| ------------------- | -------------- | --------------------- | -------- | ----------- |
| KAA Gent            | 2:4            | VfL Wolfsburg         | 2:3      | 0:1         |
| AS Řím              | 0:4            | Real Madrid           | 0:2      | 0:2         |
| Paris Saint-Germain | 4:2            | Chelsea               | 2:1      | 2:1         |
| Arsenal             | 1:5            | FC Barcelona          | 0:2      | 1:3         |
| Juventus            | 4:6            | Bayern Mnichov        | 2:2      | 2:4 (prod.) |
| PSV Eindhoven       | 0:0 (7:8 pen.) | Atlético Madrid       | 0:0      | 0:0 (prod.) |
| Benfica Lisabon     | 3:1            | Zenit Sankt-Petěrburg | 1:0      | 2:1         |
| Dynamo Kyjev        | 1:3            | Manchester City       | 1:3      | 0:0         |

### Čtvrtfinále
Losování čtvrtfinále proběhlo 18. března 2016. První zápasy byly na programu 5. a 6. dubna, odvety pak v termínu 12. a 13. dubna 2016.
| Domácí v 1. zápase  | Celkem | Hosté v 1. zápase | 1. zápas | 2. zápas |
| ------------------- | ------ | ----------------- | -------- | -------- |
| Wolfsburg           | 2:3    | Real Madrid       | 2:0      | 0:3      |
| Bayern Mnichov      | 3:2    | Benfica           | 1:0      | 2:2      |
| Barcelona           | 2:3    | Atlético Madrid   | 2:1      | 0:2      |
| Paris Saint-Germain | 2:3    | Manchester City   | 2:2      | 0:1      |

### Semifinále
Losování semifinále proběhlo 15. dubna 2016. První zápasy byly na programu 26. a 27. dubna, odvety pak v termínu 3. a 4. května 2016.
| Domácí v 1. zápase | Celkem  | Hosté v 1. zápase | 1. zápas | 2. zápas |
| ------------------ | ------- | ----------------- | -------- | -------- |
| Manchester City    | 0:1     | Real Madrid       | 0:0      | 0:1      |
| Atlético Madrid    | 2:2 (v) | Bayern Mnichov    | 1:0      | 1:2      |

### Finále
Finálový zápas se odehrál v sobotu 28. května 2016 na San Siru v Miláně. Domácí tým (pro administrativní účely) byl určen po semifinálovém losu.

#### Detaily
| 28. května 2016 20:45 SELČ |                |                 |                                                                    |
| Real Madrid                | 1 : 1 (prodl.) | Atlético Madrid | San Siro, Milán diváci: 71 942 rozhodčí: Mark Clattenburg (Anglie) |
| Ramos 15'                  | Report         | Carrasco 79'    | San Siro, Milán diváci: 71 942 rozhodčí: Mark Clattenburg (Anglie) |

|                                    |     | Penaltový rozstřel           |  |
| Vázquez Marcelo Bale Ramos Ronaldo | 5–3 | Griezmann Gabi Saúl Juanfran |  |

| Real Madrid | Atlético Madrid |

| BR              | 1  | Keylor Navas      | 47'   |     |
| PO              | 15 | Dani Carvajal     | 11'   | 52' |
| SO              | 4  | Sergio Ramos (c)  | 90+3' |     |
| SO              | 3  | Pepe              | 112'  |     |
| LO              | 12 | Marcelo           |       |     |
| DZ              | 14 | Casemiro          | 79'   |     |
| PZ              | 19 | Luka Modrić       |       |     |
| LZ              | 8  | Toni Kroos        |       | 72' |
| PÚ              | 11 | Gareth Bale       |       |     |
| SÚ              | 9  | Karim Benzema     |       | 77' |
| LÚ              | 7  | Cristiano Ronaldo |       |     |
| Náhradníci:     |    |                   |       |     |
| BR              | 13 | Kiko Casilla      |       |     |
| OB              | 6  | Nacho             |       |     |
| OB              | 23 | Danilo            | 93'   | 52' |
| ZÁ              | 10 | James Rodríguez   |       |     |
| ZÁ              | 18 | Lucas Vázquez     |       | 77' |
| ZÁ              | 22 | Isco              |       | 72' |
| ÚT              | 20 | Jesé              |       |     |
| Trenér:         |    |                   |       |     |
| Zinédine Zidane |    |                   |       |     |

| BR            | 13 | Jan Oblak          |       |      |
| PO            | 20 | Juanfran           |       |      |
| SO            | 15 | Stefan Savić       |       |      |
| SO            | 2  | Diego Godín        |       |      |
| LO            | 3  | Filipe Luís        |       | 109' |
| PZ            | 17 | Saúl Ñíguez        |       |      |
| SZ            | 14 | Gabi (c)           | 90+3' |      |
| SZ            | 12 | Augusto Fernández  |       | 46'  |
| LZ            | 6  | Koke               |       | 116' |
| ÚZ            | 7  | Antoine Griezmann  |       |      |
| SÚ            | 9  | Fernando Torres    | 61'   |      |
| Náhradníci:   |    |                    |       |      |
| BR            | 1  | Miguel Ángel Moyà  |       |      |
| OB            | 19 | Lucas Hernández    |       | 109' |
| OB            | 24 | José María Giménez |       |      |
| ZÁ            | 5  | Tiago              |       |      |
| ZÁ            | 21 | Yannick Carrasco   |       | 46'  |
| ZÁ            | 22 | Thomas Partey      |       | 116' |
| ÚT            | 16 | Ángel Correa       |       |      |
| Trenér:       |    |                    |       |      |
| Diego Simeone |    |                    |       |      |

| Muž zápasu: Sergio Ramos (Real Madrid) Asistenti rozhodčího: Simon Beck (Anglie) Jake Collin (Anglie) Čtvrtý rozhodčí: Viktor Kassai (Maďarsko) Další asistenti rozhodčího: Anthony Taylor (Anglie) Andre Marriner (Anglie) Náhradní asistent rozhodčího: Stuart Burt (Anglie) | Pravidla zápasu - 90 minutová základní hrací doba. - 30 minut času navíc v případě prodloužení. - Penaltový rozstřel pokud bylo skóre stejné i po prodloužení. - Nahlášení sedmi náhradníků, z nichž mohli být v zápase použiti tři. |

## Vítěz
| Liga mistrů UEFA 2015/16 Real Madrid 11. titul Sergio Ramos , Keylor Navas, Dani Carvajal, Pepe, Marcelo, Casemiro, Luka Modrić, Toni Kroos, Gareth Bale, Karim Benzema, Cristiano Ronaldo, Kiko Casilla, Nacho, Danilo, James Rodríguez, Lucas Vázquez, Isco, Jesé Trenér: Zinédine Zidane |